# Dichochrysa oralis
Dichochrysa oralis is een insect uit de familie van de gaasvliegen (Chrysopidae), die tot de orde netvleugeligen (Neuroptera) behoort. 
Dichochrysa oralis is voor het eerst wetenschappelijk beschreven door Navás in 1914.